# 汀西县
汀西县（1934年5月—10月）是中华苏维埃共和国福建省的一个县。
1934年5月，由长汀县西部析置，治四都（今福建省龙岩市长汀县四都镇）。以在长汀县之西而得名。同年10月，废县。